# Jan Costin Wagner
Jan Costin Wagner (* 13. října 1972, Langen) je německý spisovatel.

## Životopis
Wagner absolvoval studium germanistiky a historie na frankfurtské univerzitě, které zakončil magisterskou prací o Adalbertu Stifterovi. Píše kriminální romány, které jsou překládány do mnoha jazyků.
Je aktivním členem autorské organizace Autonama a žije střídavě v Německu a Finsku, odkud pochází jeho manželka.

## Ocenění
- 2002 Marlowe za Nachtfahrt
- 2004 Hans-Erich-Nossack-Preis
- 2008 Deutscher Krimi Preis 3. místo za Das Schweigen
- 2012 Krimiromán roku 2011 (10. místo) za Das Licht in einem dunklen Haus

## Dílo
- 2002 Nachtfahrt. Eichborn, Frankfurt nad Mohanem
- 2003 Eismond. Eichborn, Frankfurt nad Mohanem (vyšlo v češtině, Ledový měsíc)
- 2005 Schattentag. Eichborn, Frankfurt nad Mohanem
- 2007 Das Schweigen. Eichborn, Frankfurt nad Mohanem (vyšlo v češtině, Mlčení)
- 2009 Im Winter der Löwen. Eichborn, Frankfurt nad Mohanem (vyšlo v češtině, V zimě, kdy připluli lvi)
- 2011: Das Licht in einem dunklen Haus. Galiani Verlag, Berlín